# 영천 봉림사 영산회상도 및 복장유물
영천 봉림사 영산회상도 및 복장유물(永川 鳳林寺 靈山會上圖 및 腹藏遺物)은 대한민국 경상북도 영천시 화북면, 봉림사에 있는 조선시대의 불화와 유물이다. 2009년 2월 23일 대한민국의 보물 제1612호로 지정되었다.

## 개요
이 불화는 17세기말에서 18세기 초 팔공산 일대에서 활발한 활동을 펼친 의균의 제자인 쾌민과 체준 등이 함께 1724년에 제작한 영산회상도로서 중앙의 석가모니불을 중심으로 보살과 제자, 호법신 등이 빽빽하게 둘러싸는 전형적인 군도형식을 보여주고 있다. 본존의 키형 광배와 뾰족한 육계표현, 양감있는 인물표현, 중후한 사천왕의 신체표현 등은 스승인 의균이 제작한 기림사 비로자나삼불회도와 유사한 특징을 보여주고 있어 스승의 양식을 잘 계승하고 있다. 그러면서도 색채에서 적색과 녹색의 강한 대조를 이루는 색채감이나 권속이 본존을 빽빽하게 둘러싼 구성 등은 의균과는 다른 특징을 보여주고 있으며, 이와 같은 화풍적 특징은 1728년 이후 불화 화풍을 주도하고 있다는데서 더욱 큰 학술적 의미가 있다고 판단된다.
또한 이 불화는 화기뿐만 아니라 발원문을 비롯하여 후령통 등 격식을 제대로 갖춘 복장주머니(腹藏囊)도 가지고 있어 불화 제작의 상황을 짐작하는데 더 없이 중요한 정보를 제공하고 있다.

## 같이 보기
- 봉림사

## 참고 자료
- 영천 봉림사 영산회상도 및 복장유물 - 국가유산청 국가유산포털